# Таксодиум
Таксо́дий, или Таксо́диум (лат. Taxódium) — род хвойных древесных растений семейства Кипарисовые.

## Ботаническое описание
Представители рода — крупные листопадные деревья с цилиндрической и конусовидной кроной, имеющие два типа побегов: удлинённые и укороченные. На укороченных побегах хвоя расположена двурядно, осенью она опадает вместе с побегами, а на удлинённых — спирально, осенью опадает только хвоя.
Таксодий — однодомное растение, мужские шишки расположены на верхушках прошлогодних ветвей, длиной 10—14 см. Женские шишки расположены по несколько штук на концах побегов. Они небольшие, округлые, диаметром 2,5 см, с плотно сомкнутыми щиткообразными, сначала зелёными, а затем коричневыми отваливающимися чешуями, содержат по два семени.
| Общий вид | Хвоя | Шишка |

## Значение и применение
Древесина таксодия обладает высокими декоративными качествами, к тому же она очень лёгкая, прочная и стойкая к гниению. Это свойство позволяет использовать её для изготовления теплиц, оранжерей, парников, наружных дверей, оконных рам и шпал, а наиболее красивая древесина идёт на изготовление мебели и для отделочных работ.
США экспортируют древесину таксодия в Европу, поэтому на родине его выращивают не только как декоративное растение, украшающее сады и парки, но и как ценную хозяйственную породу.

## Виды
По информации базы данных The Plant List (на июль 2016) род включает 2 вида:
- Taxodium distichum (L.) Rich. — Таксодиум двурядный
- Taxodium huegelii C.Lawson — Таксодиум мексиканский